# チルコーティン

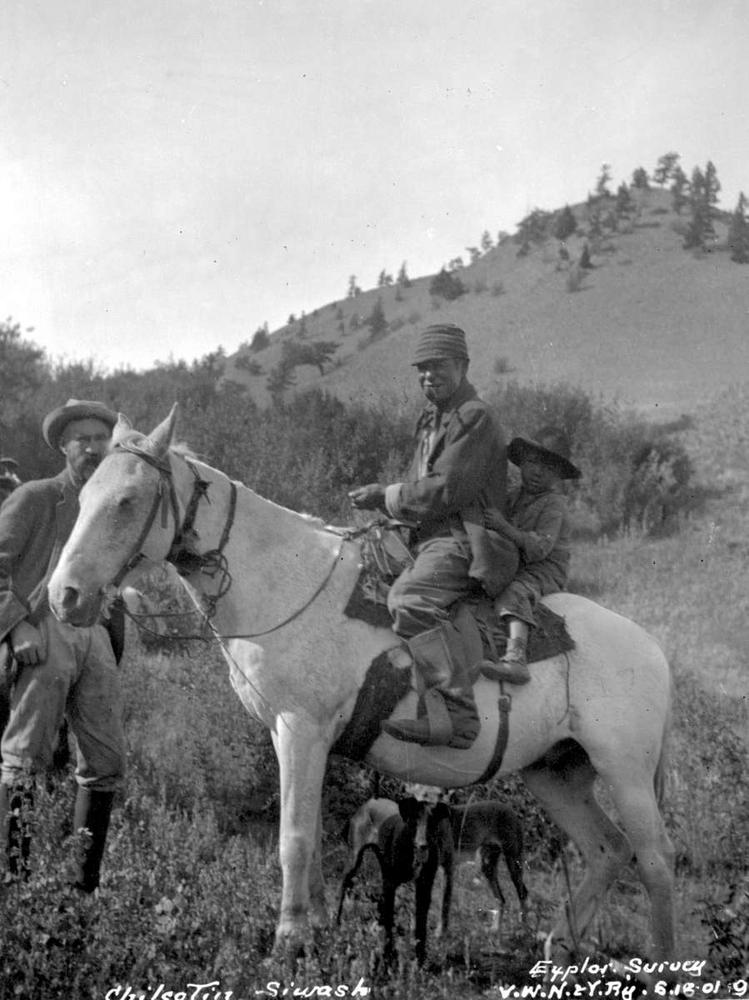
馬上のチルコーティン（1901年）

チルコーティン（Tsilhqot'in, または Chilcotin, Tsilqot'in, Tŝinlhqot'in, Chilkhodin, Tsilkótin, Tsilkotin）は、カナダ・ブリティッシュコロンビア州内陸部に住む先住民族。複数箇所の居留地に居住しており、人口は約3,000人。民族言語学的にはアサバスカ諸語のうち北部アサバスカ諸語に属する民族のうち最も南方に居住している。

## 歴史
チルコーティンは強力な戦闘力を持ち、欧州人が到達するまでは現在のブリティッシュコロンビア南部のシミルカミーン地域から西は太平洋岸、東はロッキー山脈に至る地域に政治的影響を誇っていた。彼らは矢尻などの石器に使用される黒曜石の交易網を広域にコントロールしていた。
チルコーティンは英米船舶がラッコの毛皮を追い求め北太平洋岸に到達した1780年代から1790年代に、初めて欧州からの交易品に触れた。1808年までにはチルコーティンの領土の北のキャリアーの領土に、モントリオールの北西会社が交易所を設立し、キャリアーを通じ直接交易を開始した。
1821年にはチルコーティン領土の東端にあたるフレーザー川のフォート・アレキサンドリアに、ハドソン湾会社が毛皮貿易の交易所を設立。これがチルコーティンにとって、欧州からの交易品の主要入手先となった。
一方で欧州人と先住民族商人の接触は、欧州で流行していた病気の感染という結果につながった。欧州人には免疫もあったが先住民族には新型の流行病として破壊的な影響につながった。チルコーティンの死亡率が高かった主な感染症は、百日咳（1845年）、麻疹（1850年）、天然痘（1855年、1862年 - 1863年）、スペイン風邪（1919年）であった。1855年の天然痘はトンプソン川流域から運ばれた汚染された毛布から感染、1862年の天然痘はシェーウェペン (Secwepemc) 6部族850名を滅亡させ、ブリティッシュコロンビアの先住民族の人口を62%までに減少させた。